# Mayurbhanj (huyện)
Huyện Mayurbhanj là một huyện thuộc bang Odisha, Ấn Độ. Thủ phủ huyện Mayurbhanj đóng ở Baripada. Huyện Mayurbhanj có diện tích 1041 ki lô mét vuông. Đến thời điểm năm 2001, huyện Mayurbhanj có dân số 2221782 người.